# 40 (produtor musical)
Noah James Shebib (Toronto, 31 de março de 1983), mais conhecido como 40, é um produtor musical, ator e compositor canadense.